# 香港法律制度
香港法律制度以法治及司法獨立为基礎，沿自普通法體系。1997年主權移交後，以《香港基本法》作為法律制度的憲制性文件。根據一國兩制的原則，香港的法律制度得以繼續原有的普通法體系，並由成文法作補充。因此，香港的法律制度與中國大陸的法律制度，以至與澳門的制度都截然不同。自1995年起，香港是全世界唯一的、也是历史上唯一的，在行政、立法、司法程序中都可以使用中文的普通法司法管辖区，并维持至今。
目前實施的法律包括：《基本法》、《基本法》附件三載列的其他中國法律、香港主權移交前的原有法律（包括普通法和衡平法）、香港立法機關制定的法律。香港的本地法律，以成文法形式的香港法例編彙通行。與國防、外交及其他在香港自治範圍以外的事務有關的中華人民共和國全國性法律，須先得中國全國人大常委會決定納入《基本法》附件三，並由行政長官直接公布或進行本地立法，在香港施行，北京中央駐港維護國家安全公署根據《港區國安法》第55條有權不受限制介入所有香港刑事案及將訴訟轉為以中國內地的《中華人民共和國刑事訴訟法》審訊，並可將被告由香港押解到中國內地受審。

## 法律組成與淵源

### 英屬香港時期（1841年至1997年6月）
查理·義律於1841年登陸香港島後，宣佈華人仍依當地習慣治理，而英國一直奉行的習慣法也引入當地。例如同樣的謀殺罪，當年若罪犯為歐洲人，則按照當時的《英格蘭法律》判處絞刑，但若罪犯是華人的話，就會判斬首，隨著香港立法局於1843年成立及運作，由香港本地立法的《香港法例》取代直接引用英國本土及大清國的法律，不過早年的《香港法例》基本上都是源自英格蘭法律，香港法系也是源於英國的英美法系。由於香港法律制度漸漸健全，刑事罪行都根據《香港法例》審理，死刑在1850年代已統一採用絞刑執行，九龍半島於1860年納入香港版圖，只有當中的九龍城寨仍由大清國管理及執行《大清律例》。英國在1898年根據《展拓香港界址專條》租借新界地區後，接收新界后，為了亦尽量维持當時新界的管治狀況，並尊重新界居民的风俗习惯和权益，香港政府決定由新界当地的士绅自行管理新界，因此新界亦適用部分《大清律例》。直至1972年前，在香港法例未有涵蓋及沒有衝突的範圍，《大清律例》依舊適用於香港，在香港的華人社會依然可局部通行。
根據1844年頒布的《最高法院條例》，英國法（包括普通法、判例法、衡平法及制定法等）均開始在香港適用，英國司法機構的設置及許可權的劃分、法官制度、律師制度等，也跟著引入香港，對本地的華人司法習慣等就未有所排除，予以尊重。
到1970年代，香港政府開始著手將所有參照《大清律例》的案例重新編寫成為成文法，與此同時亦利用合適的法例來取代過時的舊法。例如1971年頒布的《婚姻制度改革條例》結束香港男性依《大清律例》納妾及休妻。而在1971年10月7日前，依《大清律例》訂立的妾侍若仍然在世，她們、她們的子女與後代仍然有繼承權（但繼承權分攤比例少於妻子）。
而憲制性文件，就以英國皇室特權立法的《英皇制诰》和《皇室訓令》為準。《英皇制诰》作出了關於總督、行政局、立法局和法官的規定。《皇室训令》則規範行政局和立法局運作方式。直至香港主權移交前，香港可以直接適用英國判例法；英國上議院與樞密院司法委員會的判例，以及其他普通法適用地區的判例，會尊重兼採納。

### 香港特別行政區成立以後（1997年7月至今）
1997年香港主權移交中華人民共和國之后，法律制度繼續沿用普通法。根據《中英聯合聲明》，香港的憲制性文件是《香港特別行政區基本法》。在香港實施的中國法律包括憲法以及其他適用於香港的全國性法律。 而香港原有的普通法、衡平法及制定法等等法律基礎均繼續沿用。
而中華人民共和國全國性法律，關係國防、外交等不屬於香港自治範圍內的，須先納入《香港基本法》附件三以適用於香港，並由特區政府直接颁布实施或在立法會進行本地立法工作。

#### 中港兩地法院互認判決
2024年1月29日香港法例第645章《內地民商事判決（相互強制執行）條例》正式生效，容許中國內地與香港的民事及商事案件互認判決，中國內地及香港官方和法律界人士都宣稱可更有效追討及凍結被跨境轉移的資產，大幅簡化香港法院執行中國人民法院判決的程序，使得香港不再成為避免資金及資產被中國內地司法追討的「避風港」。
雖然香港特區政府宣稱申索人需要先將中國內地法院的判決書向香港高等法院登記，認為互認不等於自動在香港執行中國內地法院的判決，但有法律界人士表示以往申索人如要香港法院執行中國內地的判決，就需要在香港法院及按照香港法律提出訴訟及裁決，但是中港兩地互認判決的相關法例在2024年1月29日生效後，取得中國內地法院判決書的申索人，便不需再於香港法院提出訴訟，只需要通知答辯人在14天內反對，由於香港法院不太可能質疑中國內地法院作出的判決，除非答辯人能夠證據證明申索人的中國法院判決書造假，否則現在的香港法院不太可能拒絕中國內地法院的判決書在香港登記及強制執行，由於香港法院基本上不會推翻中國內地法院發出的判決書，登記只是啟動自動執行的程序，與過往要入禀香港法院再訴訟相比，可大幅簡化程序及大大縮短凍結被申索方在香港資產的所需時間。判決互認可有效打擊過往在中國內地的被追討方將資金跨境轉移到香港，或在香港購買物業或保險等形式，以逃避中國內地法院執行凍結及充公的行為。

## 語言文本
香港是唯一個以中英文制定法律的司法管轄區，可稱為「一法兩語」。
英治香港以來，一貫上以英文書寫的法律文件為準。直至1970年代，法定中文運動隨之產生。1970年，港督戴麟趾委任馮秉芬成立中文問題研究委員會，並擔任主席，以研究公事上使用中文。當時委員會在公佈的第三份報告書中，建議所有既有及將來的條例草案和條例，均以中英文頒布。至1974年，政府立法通過中文與英文享有同等法律地位。
中英聯合聲明簽訂後，律政司始宣佈會將香港所有成文法，陸續譯成中文。到1986年8月22日，頒布《皇室訓令 1986年香港附加訓令》，修訂原《皇室訓令》第二十五條，規定可採用英文及中文制定香港的法律，為香港雙語法律的實施提供憲制性框架。1989年4月立法局通過第一個雙語法例，此後所有法律制訂，均用雙語。而香港原有成文法的雙語化在1997年6月26日宣佈完成，達成中英文本均有同等效力。

## 立法機構
1841年後頒布的《英皇制誥》，授權成立定例局，成為香港首個立法機關，初期除當然議員以外，其餘成員皆由總督委任。 1845年定例局根據《1843年皇室訓令》第6條，制定並通過首份《香港立法機關會議規則及常規》。二戰時因日军進占而無限期休會至1946年。到1960年代香港政府因應社會改革，開始籌備代議政制。1984年政府推出《代議政制綠皮書》，逐步推進立法局的改革。
中英談判後，最後一任港督彭定康在任上建議，1995年的最後一屆立法局選舉增加民主成份。中華人民共和國政府對此舉不滿，宣佈終止「直通車」（即根據原中英雙方協議，最後一屆立法局議員可以全數過渡成為香港特別行政區第一屆立法會議員至2000年）。隨後1996年中方另行成立臨時立法會，被港英政府視為非法組織，臨立會首次會議就在深圳召開。而原立法局在1997年6月28日時，由最後一任主席黃宏發宣佈「本局休會，待續無期。I now adjourn the Council, sine die.」，6月30日午夜后，立法局正式成為歷史。

### 1997年後
到香港特別行政區成立後，由中華人民共和國政府另行成立的臨時立法會，開始在香港開會。第一屆立法會于1998年7月1日成立，應屆議員任期為兩年。自第二屆立法會（2000年）開始，每屆議員任期改為四年。2012年起，立法會议席增加至70個。現時的立法會屆別為第七屆，任期為2022年1月1日至2025年12月31日。2021年，中華人民共和国全国人民代表大会修改香港选举制度，撤销区议員在選舉委員會的當然议席，並大幅度减少香港立法會中的地區直选议席。

## 司法機構

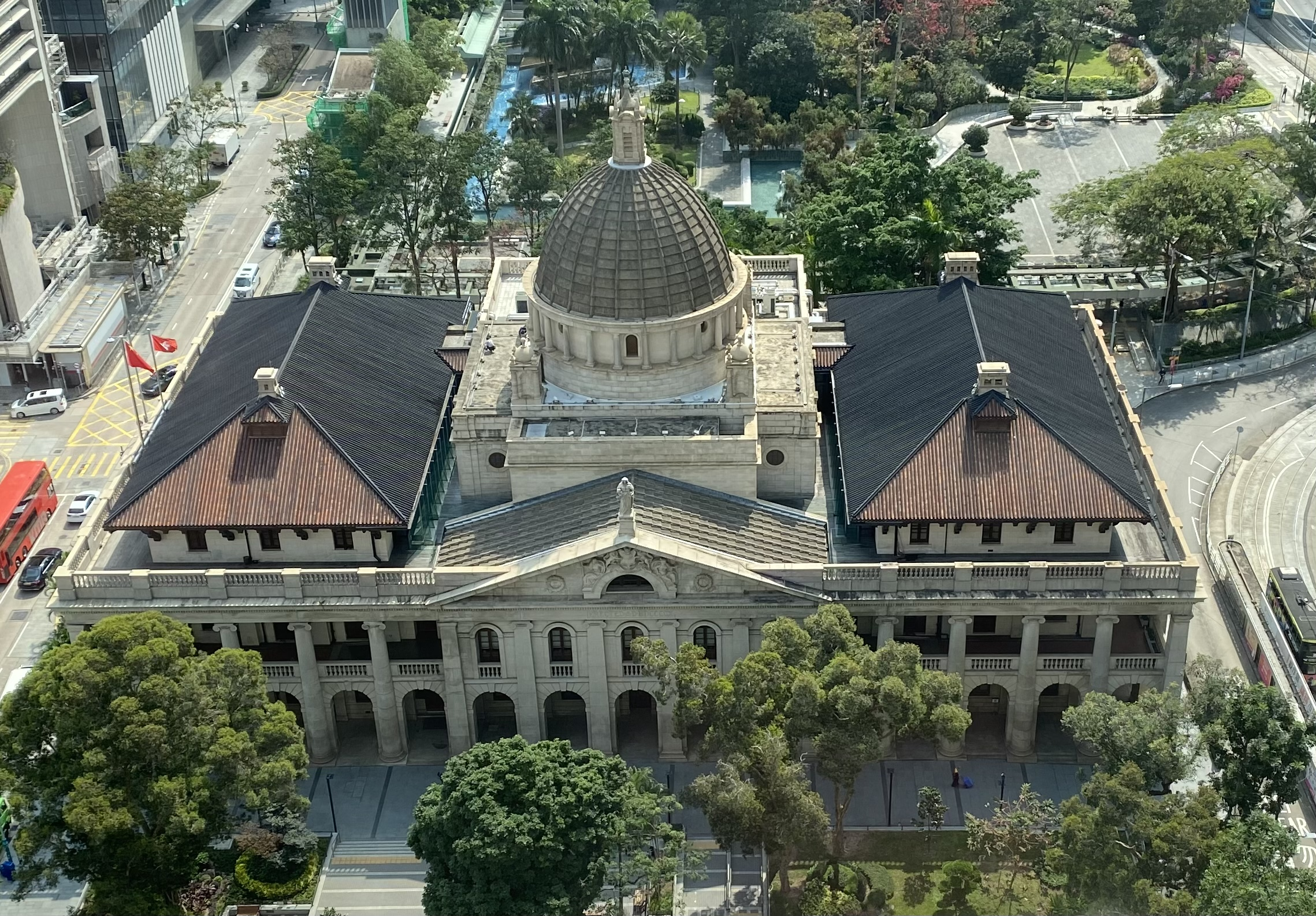
香港終審法院

香港司法機構是香港司法部門的統稱，負責香港的司法工作。為了維護司法獨立，司法制度保障司法人員在執行職責時不受政府的行政和立法機關影響。
1841年英國在香港建立殖民地後，英国驻华司法院便由廣州迁入，由首任香港總督砵甸乍与副总督德忌立兼任裁判官，以英国法律审理案件。 到1844年改由伦敦派司法官接掌後，頒布《最高法院條例》，驻华司法院隨即改組，由司法官主持，同时声明辖区华人居民刑事诉讼可依《大清律例》加以审理，香港最高法院（英語：The Supreme Court）同年正式成立，1845年引入陪審員制度，至於終審權則與當時英國的其他殖民地一樣由樞密院司法委員會行使。在後期經不斷發展，當代香港的法院系統相當齊備，包括終審法院、高等法院（分為上訴法庭及原訟法庭）、區域法院（包括家事法庭）、土地審裁處、裁判法院（包括少年法庭）、死因裁判法庭、勞資審裁處、小額錢債審裁處和淫褻物品審裁處等組成。

### 律师
香港的律師分為事務律師（律師）和訟務律師（大律師）。截至2017年8月，香港有1,421名執業訟務律師、9,271名執業事務律師和882家本地律師事務所。另有81家外地律師事務所、1,343名註冊外地律師，以及由香港的外地律師事務所和本地律師事務所組成的37個註冊聯營團體。
香港律師會與香港大律師公會合辦的三項法律輔導計劃，均由政府資助。當值律師計劃以酬勞方式聘請私人執業大律師和律師在裁判法院及少年法庭當值。這項計劃為所有年齡在16歲以下的少年被告，及大部分被裁判法院檢控而無能力聘請私人律師代表出庭的成年人被告，提供代表出庭的服務。如獲當值律師出庭代辯，被告須繳付300港元手續費。2002年，獲當值律師計劃提供代辯服務的被告人共達45162名。
有840多位義務律師參與的法律諮詢計劃，在九個夜間中心每星期共提供10次服務。2002年，經該計劃處理的個案有6084宗。該計劃的申請人無須通過經濟審查。此外，亦設有一項免費電話法律諮詢服務。該項諮詢服務設有八條24小時服務的電話熱線，就73項法律資訊提供粵語、普通話及英語錄音講解服務。2002年，該熱線曾為51058個諮詢個案提供服務。

## 行政機構

### 檢控機關
律政司是香港特區政府中專責法律事務的部門。主管律政司的律政司司長是行政會議的成員，亦是特區政府的首席法律顧問，並負有對本港所有罪案進行檢控的最終責任。律政司由多個專責法律工作的科別組成，包括法律政策科、民事法律科、法律草擬科、刑事檢控科、國際法律科等。

### 其他政府部門
行政署轄下法律援助署負責執行法律援助計劃。凡合符資格的申請人，均可獲該署委派律師予以協助，收費方面則視乎受助人的經濟狀況而定，現時法律援助署直接向政務司司長負責。2007年7月1日至2018年6月30日，該署曾被撥歸民政事務局局長管轄，有立法會議員形容為嚴重破壞香港法治。該署主要职责有民事訴訟法律援助、刑事訴訟法律援助和法律援助輔助計劃等。
發展局轄下的土地註冊處負責按照《土地註冊條例》的規定，為一切與土地有關的文件辦理註冊；為市民及政府部門提供查閱土地登記冊及有關紀錄的服務；並按照《建築物管理條例》為業主法團辦理註冊。地政總署屬下的法律諮詢及田土轉易處是負責就與土地有關的事宜及條例，向地政總署的地政處及其他政府部門提供法律意見的辦事處。法律諮詢及田土轉易處負責草擬和擬定政府批地及修訂土地契約所需的文件。此外，在政府依據法定權力徵收私人土地及發放補償予有關業權人的過程中，該處須負責擬備與收地及補償有關的文件。法律諮詢及田土轉易處按照地政總署的「同意方案」，審批由發展商提出的預售未建成樓宇同意書申請。該處並審批發展商按照土地契約規定提交的大廈公契。此外，法律諮詢及田土轉易處在財政司司長法團為無續期條款的契約續期、在政府產業署買賣政府物業，以及在民政事務局局長法團為營辦福利服務而購買私人樓宇物業時，也會提供業權轉易服務。該處根據《地稅及地價（分攤）條例》處理分攤地價及地稅的申請。該處也負責追討欠繳的地租（《地租（評估及徵收）條例》所指的地租除外）。
財經事務及庫務局轄下的公司註冊處負責實施及執行《公司條例》，以及其他有關條例的規定。該處的主要職能是辦理本地公司註冊和海外公司登記；登記註冊公司所須遞交的文件；撤銷不營運但有償債能力的私人公司的註冊；檢控違反《公司條例》規定的公司及其高級人員；提供設施，讓公眾查閱和取得公司資料；並就與公司法及相關法例有關的政策及立法問題，向政府提供意見，當中包括有關《公司條例》的全面檢討。破產管理署署長受法院及債權人委託，妥為管理那些經法院根據《公司條例》清盤條款下令進行清盤的公司的資產，以及那些經法院根據《破產條例》宣布破產的個別人士或合伙人的資產。知識產權署是制定知識產權政策和法例、批予知識產權，以及推廣保護知識產權公民教育的主要部門，負責就知識產權向工商及科技局提供專業政策意見和向其他政府部門提供法律意見，並就各項知識產權條例草案擬稿給予意見。此外，知識產權署亦負責商標註冊處、專利註冊處、外觀設計註冊處和版權特許機構註冊處的工作。

### 法定機構
法律改革委員會負責研究由律政司司長或終審法院首席法官提出的課題，並擬備報告書。委員會的成員包括法律學者、執業律師及社會賢達。委員會先後發表的報告書，課題廣泛，包括商業仲裁、資料保護、離婚、售賣貨品和提供服務、無力償債、欺詐行為及法例釋義等。多份報告書的全部或部分建議已付諸實行。委員會目前研究的專題計有：私隱權、出任陪審員的準則、預前指示、刑事法律程序中的證據及訴訟結果的收費。

## 國際司法互助
根據《基本法》，香港在對外事務方面享有高度自主權。香港特區政府按需要經中華人民共和國政府授權後，與其他司法管轄區締結了百多條雙邊協定；此外，有超過200條多邊國際公約適用於香港。
香港特區政府的代表還以中華人民共和國代表團成員的身分，參加海牙國際司法會議的活動。

### 脚注
1. ↑  1974年通过的《法定语文条例》将中文确立为法定语文之一并允许公众以中文与政府（行政部门）往来，1987年进一步规定所有法例必须以中英双语颁布，1995年最终规定中文可以在所有法庭程序上使用

### 文献
1. 1 2  GovHK 香港政府一站通《香港便覽：香港法律制度 （页面存档备份，存于）》（PDF檔案），2011年4月
2. ↑  .   [2025-06-12].
3. ↑  .   [2025-06-12].
4. ↑  大清律例 香港竟然沿用到了1972年 （页面存档备份，存于） 东方资讯 2018-09-08
5. ↑  顾, 敏康; 徐, 永康; 林, 来梵.  (PDF). 华东政法学院学报. 2001,. 第 6 期(总第 19 期): 25  [2020-04-11]. （原始内容 (PDF)存档于2020-04-23）. （页面存档备份，存于）
6. 1 2 3  陳弘毅、張增平、陳文敏、李雪菁. . 香港: 三聯書店(香港)有限公司. 2015: 35-38. ISBN 9789620437281 （中文）.
7. ↑  香港司法制度的形成、演变与改革 （页面存档备份，存于） 朱世海，原稿，中国宪治网 发表《国家行政学院学报》2017年第3期时有删节
8. ↑  . 蘋果日報.   [2018-12-04]. （原始内容存档于2018-12-05）. （页面存档备份，存于）
9. ↑  . 香港電台.   [2018-12-04]. （原始内容存档于2018-12-05）. （页面存档备份，存于）
10. ↑  . Business Focus. 2024-01-22. （原始内容存档于2024-03-01）. （页面存档备份，存于）
11. 1 2 3  . Yahoo新聞. 2024-01-29  [2024-03-01]. （原始内容存档于2024-01-30）. （页面存档备份，存于）
12. ↑  . 2024-01-29  [2024-03-01]. （原始内容存档于2024-01-29）. （页面存档备份，存于）
13. ↑  .   [2021-06-23]. （原始内容存档于2019-05-13）. （页面存档备份，存于）
14. 1 2  《在華人社會的雙語立法：香港的經驗》 （页面存档备份，存于） 澳門特別行政區政府法務局
15. ↑  新加坡雙語之路香港不可學 （页面存档备份，存于）  灼見名家 鄭楚雄 2015-04-01
16. 1 2  李昌道. 香港双语法律的历史发展和展望[J]. 法学家, 1997, 0(5): 74-81. LI Chang-Dao. The Historic Development and Looking Forward to the Bilingual Law in Hong Kong. , 1997, (5): 74-81.
17. ↑  袁, 求實. . 三聯書店(香港)有限公司. 2015年: 64. ISBN 9789620436369.
18. ↑  .   [2015-06-20]. （原始内容存档于2015-06-21）. （页面存档备份，存于）
19. ↑  許海青香港政制沿革 （页面存档备份，存于）
20. ↑  .   [2016-09-24]. （原始内容存档于2016-03-04）. （页面存档备份，存于）
21. ↑  香港掌故 子羽编著 广东人民出版社1985年8月第1版 书号11111.160
22. ↑  香港掌故 子羽编著 广东人民出版社1985年8月第1版 书号11111.160
23. ↑  G. B. Endacott, John M. Carroll, 2005, A Biographical Sketch-book of Early Hong Kong, P. 66.
24. ↑  陳宏毅、吳海傑.  (PDF).   [2022-07-03]. （原始内容存档 (PDF)于2022-04-01）. （页面存档备份，存于）
25. ↑  .   [2011-09-03]. （原始内容存档于2013-05-10）. （页面存档备份，存于）
26. ↑  .   [2007年6月15日]. （原始内容存档于2007年10月7日）. （页面存档备份，存于）

## 外部連結
- 香港律政司 （页面存档备份，存于）
- 香港法律援助署 （页面存档备份，存于）
- 香港基本法草擬過程資料庫（页面存档备份，存于） - 香港大學圖書館數碼化計劃項目
- 律政司電子版香港法例 （页面存档备份，存于）
- 香港律政司《香港法律制度（页面存档备份，存于）》